# Кінопремія
Кінопремія, також Кіноприз — нагороди, що надаються кінофільмам, їх творцям а також акторам у різних категоріях. Присудження нагород відбувається за рішенням журі (групи експертів, критиків чи іншої групи осіб, наприклад відповідної кіноакадемії), або шляхом відкритого опитування. Урочисте вручення кінонагород зазвичай відбувається щороку після завершення кінофестивалю для фільмів, що брали в ньому участь, або незалежно від фестивалю з числа раніше номінованих, або з числа всіх фільмів з відповідної категорії. Першою кінопремію, врученою у 1920 році, була американська нагорода Photoplay Award.

## Нагороди в царині кіноіндустрії
Однією з найвідоміших та найпрестижніших нагород, які присуджують у галузі кіноіндустрії, вважають премію Американської академії кіномистецтва, знанішу як «Оскар». Премію було засновано 1929 року та щорічно її присуджують у різних категоріях. З 1944 року Голлівудська асоціація іноземної преси присуджує премії «Золотий глобус», врученням яких щорічно розпочинається сезон різних кінонагород в царині кіно та телебачення, що завершується церемонією вручення «Оскара».
У 1988 році Європейською кіноакадемією було засновано Європейський кіноприз, яким академія щороку нагороджує найкращі кінофільми та кіномитців за видатні досягнення в Європейському кінематографі. Європейський кіноприз інколи ще називають Європейським Оскаром чи Єврооскаром.

## Національні кінопремії

### Європа
| Країна               | Кінопремія                      | Рік  | Опис |
| -------------------- | ------------------------------- | ---- | --- |
| Австрія              | Австрійська кінопремія          | 2011 | Оригінальна назва: Österreichischer Filmpreis |
| Бельгія              | Магрітт                         | 2011 | Оригінальна назва: Les Magritte du cinéma; у 1985—2007 роках мала назву Prix Joseph Plateau vergeben                                                                                           |
| Велика Британія      | Премія Британської кіноакадемії | 1948 | Оригінальна назва: British Academy Film Award; скорочена назва — «Премія БАФТА» (англ. BAFTA Award), знана також як Stella                                                                     |
| Данія                | Боділ                           | 1948 | Оригінальна назва: Bodil Prisen |
| Данія                | Роберт                          | 1984 | Оригінальна назва: Robert |
| Ірландія             | Премія ірландської кіноакадемії | 1999 | Оригінальна назва: Irish Film and Television Award, знана також як IFTA Award |
| Ісландія             | Едда                            | 1999 | Оригінальна назва: Edda |
| Іспанія              | Гойя                            | 1987 | Оригінальна назва: Goya |
| Італія               | Давид ді Донателло              | 1956 | David di Donatello, знана також як David |
| Нідерланди           | Золоте теля                     | 1981 | Оригінальна назва: Gouden Kalf |
| Німеччина            | Німецька кінопремія             | 1951 | Оригінальна назва: Deutscher Filmpreis; з 1999 року знана також як Lola |
| Норвегія             | Аманда                          | 1985 | Оригінальна назва: Amanda Award |
| Польща               | Орли                            | 1999 | Оригінальна назва: Orły |
| Португалія           | Софія                           | 2013 | Оригінальна назва: Sophia Awards |
| Росія                | Ніка                            | 1987 | Оригінальна назва: Ника |
| Росія                | Золотий орел                    | 2002 | Оригінальна назва: Золотой орёл |
| Румунія              | Премія Гопо                     | 2007 | Оригінальна назва: Premiile Gopo |
| Скандинавські країни | Кінопремія Північної ради       | 2002 | Оригінальна назва: Filmpreis des Nordischen Rates, знана також як Nordischer Filmpreis; нагорода, яку присуджує Північна рада данським, фінським, ісландським, норвезьким та шведським фільмам |
| Україна              | Золота дзиґа                    | 2017 | Оригінальна назва: Золота дзиґа |
| Фінляндія            | Юссі                            | 1944 | Оригінальна назва: Jussi |
| Франція              | Сезар                           | 1976 | Оригінальна назва: César |
| Франція              | Премія «Люм'єр»                 | 1996 | Оригінальна назва: Lumières Award; національна кінопремія, яку присуджують щорічно за досягнення у франкомовному кінематографі                                                                 |
| Чехія                | Чеський лев                     | 1994 | Оригінальна назва: Český lev |
| Швеція               | Золотий жук                     | 1963 | Оригінальна назва: Guldbagge |
| Швейцарія            | Швейцарська кінопремія          | 1998 | Оригінальна назва: Schweizer Filmpreis |

### Інші країни
| Країна         | Кінопремія                       | Рік               | Опис |
| -------------- | -------------------------------- | ----------------- | --- |
| Австралія      | AACTA                            | 1963              | Премія Австралійській академії кінематографа і телебачення. Оригінальна назва: AACTA Awards, до 2012 року — Премія Австралійського інституту кіно (AFI Award) |
| Аргентина      | Срібний Кондор                   | 1943              | Оригінальна назва: Premios Cóndor de Plata |
| Бразилія       | Велика кінопремія Бразилії       | 2000              | Grande Prêmio Brasileiro de Cinema |
| Гонконг        | Гонконзька кінопремія            | 1982              | Оригінальна назва: 香港電影金像獎; скорочена назва: HKFA |
| Гонконг        | Азійська кінопремія              | 2007              | Asian Film Awards. Премія, яку спонсорує влада Гонконгу та яку вручають за найкращі азійські стрічки міжнародного прокату.                                    |
| Ізраїль        | Офір                             | 1982              | Оригінальна назва: Ophir Award, знана раніше як Tekes Halukat Prasei Ha'Akademia Ha'Israelit Le'Kolnoah                                                       |
| Індія          | Національна кінопремія           | 1954              | Оригінальна назва: National Film Award |
| Канада         | Джині                            | 1980              | Оригінальна назва: Genie Award |
| Канада         | Canadian Screen Awards           | 2013              | Скорочена назва: CSA |
| КНР            | Золотий півень                   | 1981              | Оригінальна назва: 金鸡奖 (Jīn Jī Jiăng) |
| КНР            | Сто квітів                       | 1962              | Оригінальна назва: 大众电影百花奖 (Dàzhòng Diànyǐng Bǎihuā Jiǎng)                                                                                             |
| Колумбія       | Макондо                          | 2010              | Оригінальна назва: Premios Macondo |
| Мексика        | Аріель                           | 1946              | Оригінальна назва: Premio Ariel |
| Нігерія        | Премія Африканської кіноакадемії | 2005              | Оригінальна назва: Africa Movie Academy Awards |
| Нова Зеландія  | New Zealand Screen Award         | 2001              | Оригінальна назва: New Zealand Screen Award; до 2005 мала назву New Zealand Film and TV Awards; з 2007 знана як Air New Zealand Screen Awards                 |
| Пакистан       | Нігар                            | 1957-2002, з 2017 | Оригінальна назва: урду انعام نگار |
| Південна Корея | Великий дзвін                    | 1962              | Оригінальна назва: 대종상 영화제 |
| Південна Корея | Блакитний дракон                 | 1963              | Оригінальна назва: 청룡영화상 |
| Тайвань        | Золотий кінь                     | 1962              | Оригінальна назва: 臺北金馬影展 («Táiběi Jīnmǎ Yǐngzhǎn») |
| Філіппіни      | FAMAS                            | 1952              | Оригінальна назва: Filipino Academy of Movie Arts and Sciences Award; знана як FAMAS Awards                                                                   |
| Японія         | Премія Кінема Дзюмпо             | 1925              | Оригінальна назва: キネマ旬報ベスト・テン (Kinema jumpō besuto ten). Нагорода, яку присуджує кінематографічний часопис «Кінема-Дзюмпо»                        |
| Японія         | Премія Японської академії        | 1978              | Оригінальна назва: 日本アカデミー賞 (nippon academii shō) |

### Нагороди Гільдій
Деякі з професійних кінематографічних Гільдій, які присуджують власні кінопремії:
- Гільдія продюсерів: Американська гільдія продюсерів (PGA)
- Гільдія американських режисерів: Премія Гільдії режисерів Америки (DGA)
- Гільдія акторів: Гільдія кіноакторів США (SAG)
- Гільдія сценаристів США: Премія Гільдії сценаристів США (WGA)
- Гільдія редакторів кіно: Американські редактори кіно (ACE)
- Гільдія кінооператорів США: Американське товариство кінооператорів (ASC)

## Фестивальні кінопремії
За підсумками конкурсних програм кінофестивалів кінопремії вручають за оцінками експертного журі. Нагороди присуджують фільмам та кінематографістам, з числа усіх, що беруть участь у кінофестивалі, та які, здебільшого, не отримували до цього інших кінематографічних нагород.
Призи найбільших міжнародних кінофестивалів, що мають «золотий» статус:
- Золота пальмова гілка (Каннський міжнародний кінофестиваль)
- Золотий ведмідь (Берлінський міжнародний кінофестиваль)
- Золотий лев (Венеційський міжнародний кінофестиваль)
- Золотий леопард (Міжнародний кінофестиваль у Локарно)

### Премії кінокритиків
Деякі спілки кінокритиків, що присуджують кінопремії:
- Асоціація кінокритиків Лос-Анджелеса (США)
- Міжнародна федерація кінопреси: Приз ФІПРЕССІ
- Національна спілка кінокритиків США
- Національна рада кінокритиків США
- Спілка кінокритиків Бостона (США)
- Спільнота кінокритиків Нью-Йорка (США)
- Синдикат французьких кінокритиків: присуджує призи за Найкращий французький фільм та Найкращий іноземний фільм
- Премія Срібна стрічка Італійського національного синдикату кіножурналістів

### Спеціальні кінопремії
Деякі спеціальні кінонагороди:
- AVN Awards — кінопремії американського журналу AVN (англ. Adult Video News), які вручають за досягнення у створенні порнофільмів.
- Golden Trailer Awards — кінопремія за досягнення в області маркетингу кінопродукції.
- MTV Movie Awards — щорічна (з 1992 року) телевізійна нагорода на MTV (музичному телебаченні) за досягнення в кіноіндустрії, що також охоплює пародії на фільми, інші сфери шоу-бізнесу
- Бамбі — німецька міжнародна медіа-премія в галузі ЗМІ і телебачення
- Еммі — американська телевізійна нагорода
- Золота малина — американська сатирична кінопремія, «антинагорода», якою щороку відзначають найгірші акторські, режисерські, роботи сценаристів в кіно, саундтреки (музику) до стрічок, і зрештою найгірші стрічки
- Імперія — кінопремія, яку присуджує часопис про кінематограф «Empire»
- Кінопремія Голлівуду — американська кінопремія за «Досконалість в мистецтві кіно».
- Незалежний дух — американська кінопремія, заснована некомерційною організацією «Film Independent» і орієнтована насамперед на американське незалежне кіно
- Сатурн — американська кінопремія, яку вручають з 1972 року Академією наукової фантастики, фентезі та фільмів жахів.